# Nikolai Topor-Stanley
Nikolai David Topor-Stanley (Camberra, 11 de março de 1985) é um futebolista australiano que atua como zagueiro. Atualmente, joga pelo Hatta Club.

## Carreira
Topor-Stanley representou a Seleção Australiana de Futebol, nas Olimpíadas de 2008. 